# Giochi segreti a Las Vegas
Giochi segreti a Las Vegas (Hearts Are Wild) è una serie televisiva statunitense in 9 episodi trasmessi per la prima volta nel corso di una sola stagione nel 1992.
È una serie del genere drammatico incentrata sulle vicende del personale e dei clienti del Caesars Palace di Las Vegas. Tra i personaggi principali, Jack Thorpe, il proprietario, Leon 'Pepe' Pepperman, il direttore, e Kyle Hubbard, addetta alle relazioni con gli ospiti. Tra le guest star: Dick Van Patten, Mickey Rooney, Tom Bosley, Ricardo Montalbán, e Gene Barry.

## Personaggi e interpreti
- Jack Thorpe (3 episodi, 1992), interpretato da David Beecroft.
- Leon 'Pepe' Pepperman (3 episodi, 1992), interpretato da Jon Polito.
- Kyle Hubbard, interpretata da Catherine Mary Stewart.
- Allison Barnes, interpretata da Khrystyne Haje.
- Alan Dumont, interpretato da Philip Charles MacKenzie.
- Grace, interpretata da Diana Muldaur.
- Billy Barnes, interpretato da Marc Price.
- Caroline Thorpe, interpretata da Barbara Rush.
- Alexander Barnes, interpretato da Warren Munson.
- Tracey, interpretata da Julie Stein.

## Produzione
La serie, ideata da Eric Roth, fu prodotta da Spelling Television e girata a Las Vegas. Le musiche furono composte da John E. Davis e Scott Harper.

### Registi
Tra i registi della serie sono accreditati:
- Charles Correll
- Roger Young

## Distribuzione
La serie fu trasmessa negli Stati Uniti dal 10 gennaio 1992 al 13 marzo 1992 sulla rete televisiva CBS. In Italia è stata trasmessa su Canale 5 con il titolo Giochi segreti a Las Vegas.

## Episodi
| Stagione       | Episodi | Prima TV USA |
| -------------- | ------- | ------------ |
| Prima stagione | 9       | 1992         |